# Sarah Traubel
Sarah Traubel (* 12. Juli 1986 in Leimen) ist eine deutsche Opern- und Konzertsängerin der Stimmlage Sopran.
Sie arbeitete mit Regisseuren wie Harry Kupfer, Jan Esslinger, Paco Azorín, Joan Anton Rechi, Nina Russi und Jens-Daniel Herzog zusammen. Neben der Opernbühne ist sie auch als Oratorien- und Liedsängerin tätig und war wiederholt Gast von Festivals wie dem Cervantino Festival und den Musiktagen Mondsee.

## Leben
Sarah Traubel ist die Großnichte der Metropolitan-Opera-Sängerin Helen Traubel und des Dirigenten Günter Wand. Sie begann ihre sängerische Laufbahn im Alter von siebzehn Jahren in Mannheim. Anschließend absolvierte sie ihr Gesangsstudium an der Universität der Künste in Berlin, am Mozarteum in Salzburg, das sie mit Auszeichnung abschloss, und an der Manhattan School of Music in New York. Neben dem Studium bei Barbara Bonney in Salzburg studierte sie bei Francisco Araiza, Julie Kaufmann und Angelika Kirchschlager.
Aufmerksamkeit erregte Sarah Traubel, als sie am Opernhaus Zürich in einer Gala-Vorstellung von Mozarts Entführung aus dem Serail zu Ehren des scheidenden Intendanten Alexander Pereira kurzfristig für Eva Mei als Konstanze einsprang. Sie arbeitete seitdem mit Dirigenten wie Daniele Gatti, Ingo Metzmacher und Ádám Fischer zusammen. Am Opernhaus Zürich war sie im Weiteren u. a. als Königin der Nacht (Mozarts Zauberflöte), Titania (Brittens A Midsummer Night’s Dream), Rosina (Mozarts La finta semplice), Amor (Haydns L’anima del filosofo) und Engel (Pfitzners Palestrina) zu erleben. Als Amor (Glucks Orfeo ed Euridice) und als Ilia (Mozarts Idomeneo) hatte sie in Salzburg ihr Rollendebüt. 2020 war Sarah Traubel noch einmal als Königin der Nacht in Mozarts Zauberflöte unter Jérémie Rhorer eingeladen u. a. beim Musikfest Bremen und mit dem Jerusalem Symphony Orchestra. 2020 gab sie ihr Debüt mit dem Sopranpart in Mahlers Sinfonie Nr. 4, einem Werk, das sie seitdem auch auf Tournee mit den Mannheimer Philharmonikern interpretierte. Zusammen mit Andreas Scholl war sie in Pergolesis Stabat Mater zu erleben. Mit The English Concert konzertierte sie auf Schloss Brühl mit Konzertarien von Haydn und Mozart. In der Spielzeit 2018/19 hatte sie in Freiburg ihr Rollendebüt als Donna Anna (Don Giovanni/Mozart). Anfang 2020 folgte das Rollendebüt als Contessa (Le Nozze di Figaro/Mozart). Mit dem Brandenburgischen Staatsorchester sang sie erstmals in Beethovens Sinfonie Nr. 9. Mit den Mannheimer Philharmonikern sang sie auch in Mozarts Requiem im Mannheimer Rosengarten.
2022 ist Sarah Traubel u. a. als Inanna in Jörg Widmanns Oper BABYLON am Staatstheater Wiesbaden zu Gast. Beim Festival International de Beaune 2022 singt sie an der Seite von Andreas Scholl, beim Lavaux Classic Festival ist sie mit ihrem Liedbegleiter Helmut Deutsch zu Gast. Zuletzt war sie mit den Vier letzten Liedern von Richard Strauss bei der Filharmonia Artur Rubinstein und beim Orquesta Sinfónica de Guanajuato, mit dem Sopran-Solo der Sinfonie Nr. 14 von Schostakowitsch und als Donna Anna in Mozarts Don Giovanni in Léon zu erleben und war eingeladen in der Berliner Philharmonie mit Beethovens Sinfonie Nr. 9.

## Repertoire
Zu ihren wichtigsten Opernpartien zählen heute Contessa (Mozarts Le Nozze di Figaro), Donna (Don Giovanni), Violetta (Verdis La Traviata), Juliette (Gounods Roméo et Juliette), und Agathe (Der Freischütz). Zu Beginn ihrer Laufbahn war sie auf Rollen wie die der Königin der Nacht (Mozarts Zauberflöte) und Musetta (Puccinis La Bohème) spezialisiert.

## Aufnahmen
Sarah Traubel veröffentlichte im März 2020 die CD „Arias for Josepha“ (SONY) mit Arien, die für Josepha Hofer, Mozarts Schwägerin und erste Königin der Nacht, geschrieben wurden.
Für das französische Label Aparté nahm sie, gemeinsam mit dem Pianisten Helmut Deutsch, die CD In meinem Lied mit Stücken von Mahler und Strauss, Liszt und Korngold auf, die am 25. März 2022 erschienen ist.